# Dans la tourmente (film, 2009)
Pour plus de détails, voir Fiche technique et Distribution.
Dans la tourmente (Within the Whirlwind) est un film belgo-germano-polonais écrit par Nancy Larson d'après la vie de Evguénia Guinzbourg, réalisé par Marleen Gorris et sorti en 2009.

## Synopsis
Pendant le règne de Staline, Evguénia Guinzbourg, professeur de littérature, est internée pendant dix ans à travailler dans un camp de travail forcé de Sibérie. Ayant tout perdu et ne souhaitant plus vivre, elle va faire la rencontre du docteur du camp. Cette rencontre va peu à peu la ramener à la vie.

## Fiche technique
- Titre original : Within the Whirlwind
- Titre français : Dans la tourmente
- Réalisation : Marleen Gorris
- Scénario : Nancy Larson, Evguénia Guinzbourg (autobiographie)
- Production : Christine Ruppert
- Producteur Exécutif : Magdalena Napieracz, Adrian Politowski
- Coproducteurs : Saga film, Yeti Films
- Sociétés de production : Tatfilm, uFilm, Arsenal Film, Telepool
- Musique : Wlodzimierz Pawlik
- Photographie : Arkadiusz Tomiak
- Genre : drame, film biographique
- Durée : 90 minutes
- Dates de sortie : 
  - Belgique : 4 août 2010

## Distribution
- Emily Watson (VF : Danièle Douet) : Evgenia Ginzburg
- Pam Ferris : la mère d'Evgenia
- Ian Hart : Beylin
- Ben Miller : Krasny
- Ulrich Tukur : le docteur Anton Walker
- Monica Dolan : Pitkowskaya
- Benjamin Sadler : Pavel
- Adam Szyszkowski
- Agata Buzek : Lena
- Pearce Quigley : Yelvov
- Jimmy Yuill : Siderov
- Zbigniew Zamachowski : le garde
- Lena Stolze : Greta
- Heinz Lieven : Old Vlady
- Agnieszka Mandat-Grabka : la femme dans le train